# Білкохвіст відігнутий
Білкохвіст відігнутий (Sciurohypnum reflexum) — вид мохів порядку гіпнобрієвих (Hypnales).

## Поширення
Ареал охоплює такі частини світу: Європа, Північна Америка, Азія.
Населяє основи дерев, деревину та підстилку в бореальних і напівбореальних лісах; на висотах від 0 до 1300 метрів.

## Галерея

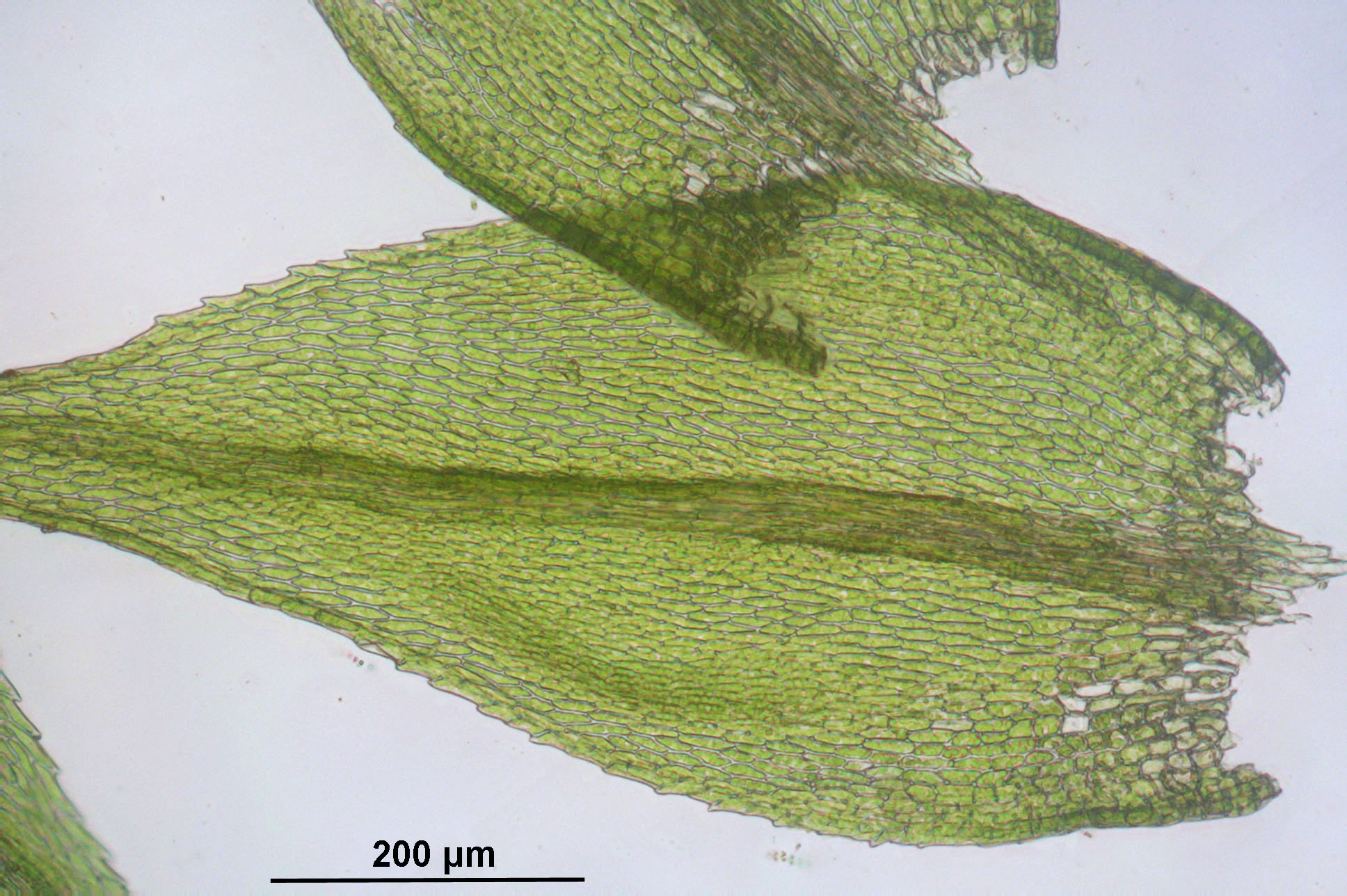
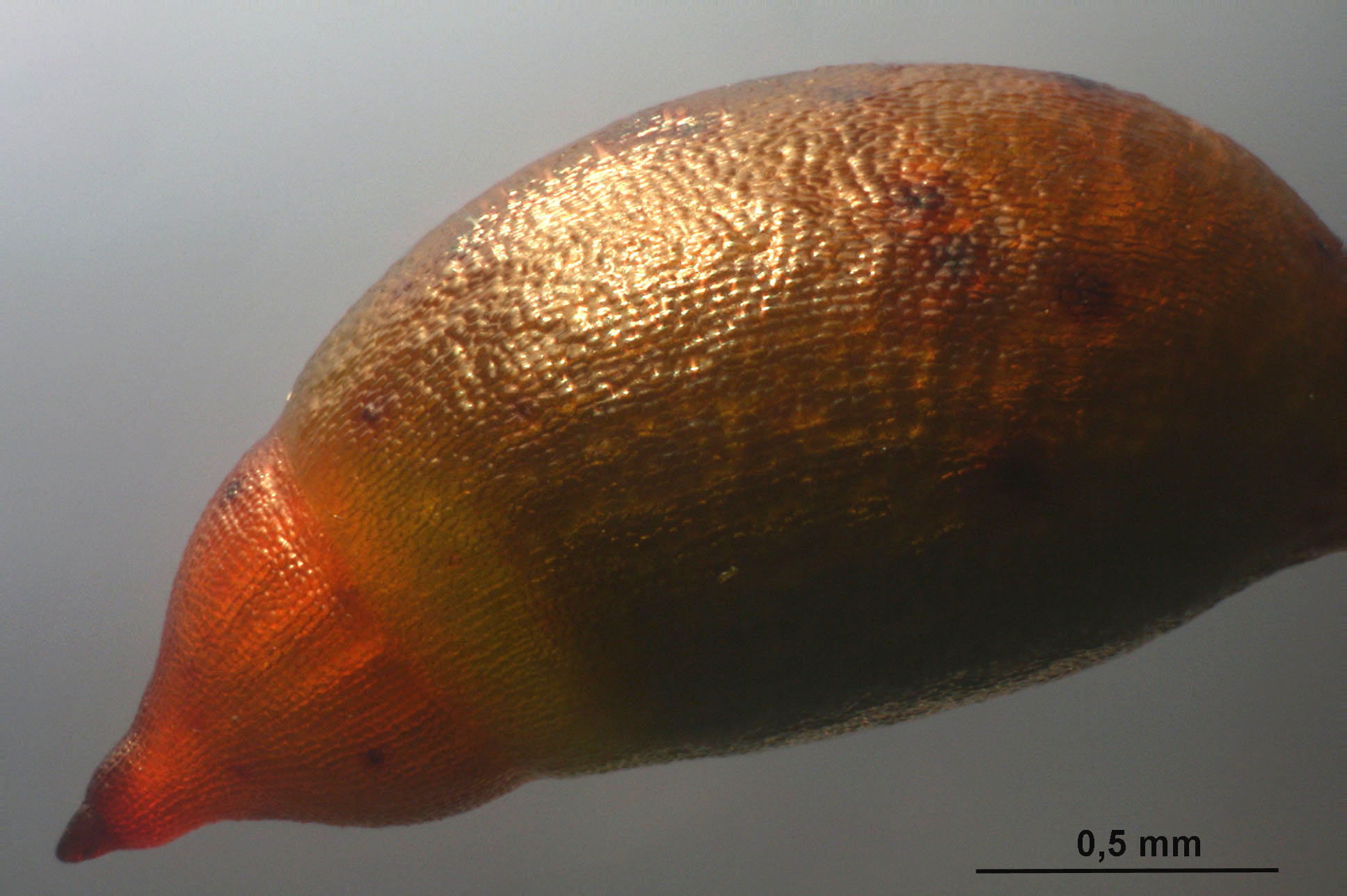

## Характеристика
Рослини невеликі чи середні, у щільних або пухких пучках, від зелених до темно-зелених або коричневих, іноді світло-зелених. Стебла до 5(8) см, від повзучих до дугоподібних, неправильно чи рідко регулярно перисторозсічені, гілки до 8 мм, часто вигнуті. Стеблові листки притиснуті до стебла біля основи, ± вільно розташовані, зрідка складчасті, яйцюваті або яйцювато-трикутні, увігнуті, без або нечітко складчасті, 1–1.5(2) × 0.5–0.9(1.2) мм; краї рівні або загнуті проксимально, зубчасті на всьому протязі, іноді майже цілі; верхівка від поступово до різко довгозагостреної. Гілкові листки зазвичай щільно складчасті, від вузько-яйцеподібних до яйцювато-ланцетних. Коробочкові ніжки темно-червоно-бурі, 0.8–1.5 см, шорсткі. Коробочка від нахиленої до горизонтальної, темно-червоно-коричнева чи зрідка світло-коричнева, коротко-яйцеподібна або іноді яйцеподібно-циліндрична, якщо довша, то зігнута, 1–1.5 мм. Спори (10)12–17 мкм.